# Municipio Toluca
Koordinaten: 19° 18′ N, 99° 39′ W
Toluca ist ein Municipio im mexikanischen Bundesstaat México. Es gehört zur Zona Metropolitana del Valle de Toluca, der Metropolregion um Toluca de Lerdo, die Hauptstadt des Municipios sowie des gesamten Bundesstaats ist. Die Gemeinde hatte im Jahr 2010 819.561 Einwohner, ihre Fläche beträgt 454,4 km².

## Geographie

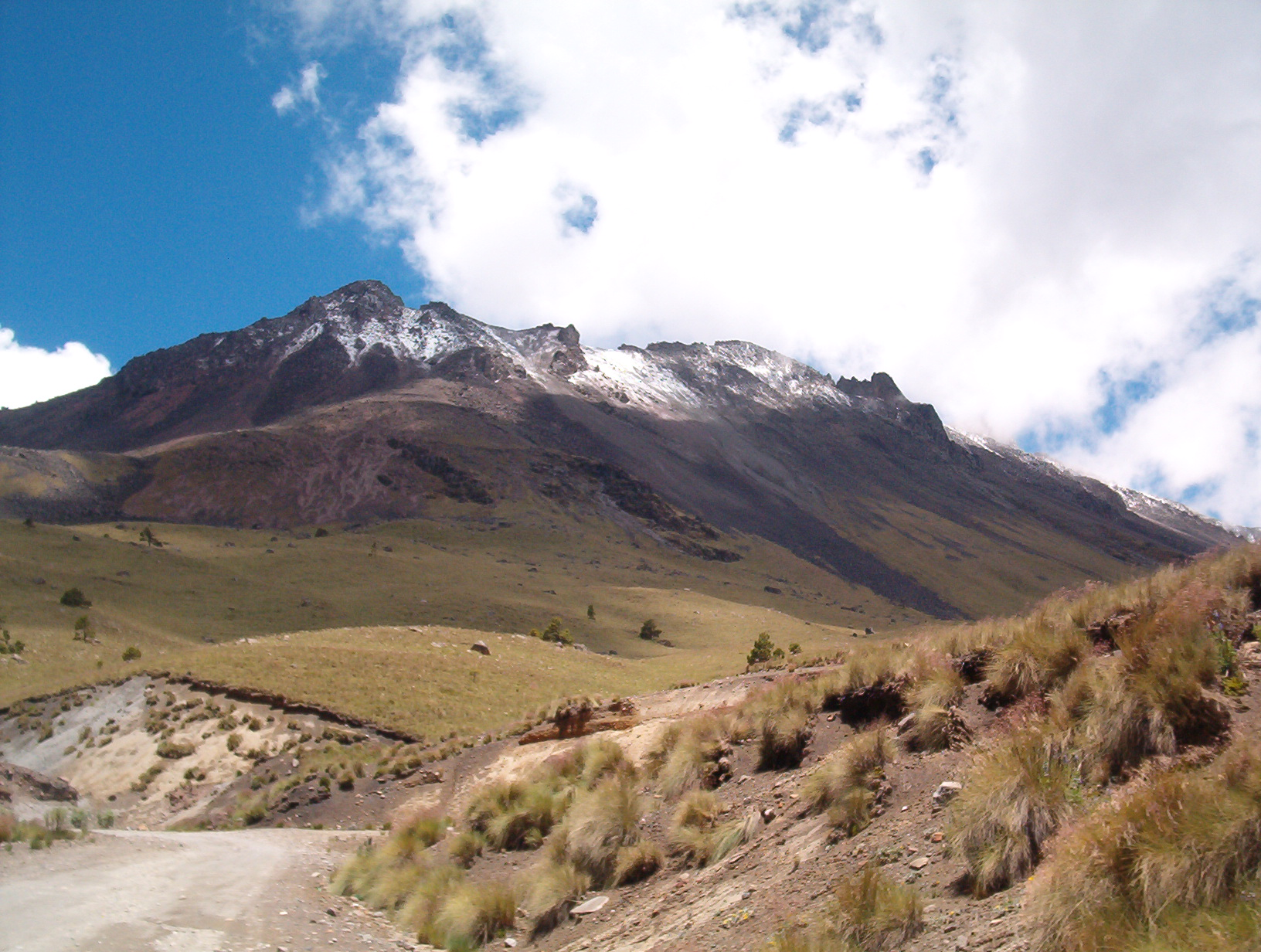
Der Berg Nevado de Toluca

Das Municipio Toluca liegt zentral im westlichen Teil des Bundesstaates México, etwa 70 km südwestlich von Mexiko-Stadt. Den höchsten Punkt des Municipios bildet in seinem äußersten Süden der 4680 m hohe Nevado de Toluca, die durchschnittliche Höhe des Municipios beträgt etwa 2600 m. Etwa 55 % der Gemeindefläche werden ackerbaulich genutzt, gut 13 % des Municipios sind bewaldet, knapp 10 % sind urbanisiert.
Das Municipio Toluca grenzt an die Municipios Almoloya de Juárez, Temoaya, Otzolotepec, Xonacatlán, Lerma, San Mateo Atenco, Metepec, Calimaya, Tenango del Valle, Villa Guerrero, Coatepec Harinas und Zinacantepec.

## Städte und Orte
Das Municipio Toluca umfasst 100 Orte mit insgesamt 194.827 Haushalten. Acht Städte im Municipio weisen zumindest 10.000 Einwohner auf, weitere 23 Orte haben zumindest 2.500 Einwohner. Die größten Orte des Municipios sind:
| Ortsname                              | Einwohner (2010) |
| Toluca de Lerdo                       | 489.333          |
| San Pablo Autopan                     | 035.141          |
| San José Guadalupe Otzacatipan        | 031.299          |
| San Mateo Otzacatipan                 | 022.656          |
| San Pedro Totoltepec                  | 021.076          |
| San Andrés Cuexcontitlán              | 018.005          |
| Santiago Tlacotepec                   | 015.853          |
| Cacalomacán                           | 012.001          |
| San Felipe Tlalmimilolpan             | 009.512          |
| Calixtlahuaca                         | 008.993          |
| El Cerrillo Vista Hermosa             | 008.699          |
| San Juan Tilapa                       | 008.420          |
| San Diego de los Padres Cuexcontitlán | 008.362          |
| San Nicolás Tolentino                 | 006.798          |
| La Constitución Toltepec              | 006.402          |
| Karte Tolucas mit Orten               |                  |